# 高松市立塩江中学校
高松市立塩江中学校（たかまつしりつ しおのえちゅうがっこう）は、香川県高松市塩江町安原上にある市立中学校。

## 概要
高松市南部の讃岐山脈に抱かれた中山間地域に位置する中学校である。

## 学校データ
- 生徒数：66人（2011年度[1]）

学校施設（2010年5月1日時点）
- 普通教室：4教室
- 特別教室：14教室
- 校舎面積：2814m2
- 体育館面積：1936m2

服装規定
- 制服：あり（通年必用）
- 防寒着：暖房あり[2]

## 歴史
1961年（昭和36年）4月1日、塩江町立安原中学校、町立塩江中学校、町立上西中学校を統合し塩江町立塩江中学校として開校した。この3中学校は5年前の1956年（昭和31年）9月30日に塩江町として新設合併した旧塩江村、旧上西村、旧安原村の旧村立中学校で、3村の塩江町への合併を機に統合が検討された。統合時は各旧中学校の校舎を教場として使用していたが、1963年（昭和38年）4月1日には現在地に校舎が新築され、各教場は廃止された。そして、塩江町立塩江中学校から44年後の2005年（平成17年）9月26日には塩江町が高松市へ合併し、それに伴い校名も高松市立塩江中学校に改称された。

### 年表
- 1961年（昭和36年）4月1日 - 塩江町立塩江中学校として開校。
- 1975年（昭和50年）8月23日 - 台風6号による大雨のため校舎が浸水。
- 2005年（平成17年）9月26日 - 高松市立塩江中学校と改称。

### 全校生徒数の推移
塩江中学校の生徒数は近年横ばいである。
- 2006年度：64人
- 2007年度：62人（-2人）
- 2008年度：61人（-1人）
- 2009年度：53人（-8人）
- 2010年度：60人（+7人）
- 2011年度：66人（+6人）

## 教育目標
高い志を持ち、自分らしくチャレンジし、ともに生きようとする心豊かな生徒の育成
生徒像
- 自己の夢（目標）を持ち、自分らしくチャレンジする生徒
- 自他を大切にし、ともに力を合わせる心豊かな生徒
- 心を磨き身体を鍛え、たくましく生きる生徒

## 通学区域
通学区域は高松市上西地区、塩江地区及び安原地区の全域。
- 高松市
  - 塩江町上西甲
  - 塩江町上西乙
  - 塩江町安原上
  - 塩江町安原上東
  - 塩江町安原下
  - 塩江町安原下第1号
  - 塩江町安原下第2号
  - 塩江町安原下第3号

## 進学前小学校
- 高松市立塩江小学校

## 校区内の主な施設
- 国道193号
- 内場ダム
- 塩江温泉

## 交通
- ことでんバス塩江線 中学校前バス停より徒歩1分